# Petrus Thys
Petrus Frans Philomena Thys (Rumst, 11 april 1933) is een Belgisch voormalig bestuurder en politicus voor de CVP.

## Levensloop
Petrus Thys groeide op in een arbeidersgezin en ging na zijn lagere studies voor de opleiding van onderwijzer en leraar lichamelijke opvoeding aan de Katholieke Normaalschool in Mechelen en Leuven. Vervolgens behaalde hij in 1955 het diploma van maatschappelijk assistent aan de Kristelijke Arbeidershogeschool in Heverlee.
Zijn eerste organisatietalent kon hij etaleren als gewestleider (1952-1959) bij de jongerenorganisatie KAJ-Rupelstreek. Eens afgestudeerd en na een korte inloopperiode bij de Schoolpsychologische Dienst (PMS) van de jezuïeten werd zijn loopbaan verdeeld in twee grote luiken.

### NCMV
In 1958 startte Thys als arrondissementeel secretaris bij het Nationaal Christelijk Middenstandsverbond (NCMV) en bleef er op post tot zijn pensionering in 1997, met een onderbreking van 1974 tot 1985 door de aanvaarding van een politiek mandaat. Hij werd er achtereenvolgens adjunct-nationaal secretaris (1965), nationaal secretaris (1971), secretaris-generaal (1986), voorzitter (1991) en erevoorzitter (1997).

### Politieke loopbaan
Van 1954 tot 1958 was Thys stichtend voorzitter van CVP-Jongeren in Rumst. Van 1960 tot 1968 was hij lid en van 1962 tot 1967 van het nationaal bureau van CVP-Jongeren. Van 1968 tot 1975 was hij voorzitter van de CVP-afdeling van het aarrondissement Antwerpen, van 1971 tot 1992 lid van het nationaal partijbestuur van de CVP en van 1975 tot 1983 voorzitter van de CVP-afdeling in Rumst.
Hoewel hij reeds twintig jaar lang militeerde in de plaatselijke, arrondissementele en provinciale CVP-besturen stelde hij zich pas op zijn veertigste voor de eerste maal verkiesbaar. Hij werd een eerste maal verkozen als provincieraadslid van Antwerpen in 1974. Binnen de provincieraad werd hij aangesteld tot bestendig afgevaardigde bevoegd voor informatica, informatie, middenstand en openbare werken. Tot zijn voornaamste realisaties in deze functie kunnen onder meer de aankoop van de fortengordel rond Antwerpen en de oprichting van IVCA (crematoria) en CIPA (later CIPAL, informatica) worden gerekend.

### Overige mandaten
Thys bekleedde een heel aantal mandaten namens de NCMV en CVP:
- lid van het bureau van de Kamer van Ambachten en Neringen Antwerpen (1962-1982),
- stichter-secretaris (1962-1965), beheerder (1965-1991) en voorzitter (1984-1995) van het Nationaal Comité van Beroepsopleiding van het Centrum voor Middenstandsopleiding Antwerpen,
- secretaris-generaal van de Europese Unie van de Jonge Christen Democraten (1963-1968),
- lid van de Hoge Raad voor de Middenstand (1966-1998),
- lid van de Centrale Raad voor het Bedrijfsleven (1968-1974),
- beheerder (1973-1980, 1988-1993) en ondervoorzitter (1993-1995) van de Belgische Radio- en Televisieomroep,
- beheerder van de Intercommunale Vereniging voor de Autoweg E3 (1974-1985),
- ondervoorzitter en lid van het directiecomité van de Gewestelijke Ontwikkelingsmaatschappij Antwerpen (1975-1986),
- stichter-voorzitter van de Provinciale Sportdienst Mens en Beweging (1975-1981),
- beheerder van de Vlaamse Maatschappij voor Waterzuivering (1978-1986),
- stichter-voorzitter (1979-1986) en lid van het directiecomité (1979-1993) van het Centrum Voor Informatica Provincies Antwerpen en Limburg,
- stichtend voorzitter van Antwerpen Congresstad (1982-1986),
- voorzitter van het Bureau voor Bedrijfsadvies en Marketing (1985-1995),
- voorzitter en lid van het directiecomité van de Sociaal-Economische Raad van Vlaanderen (1985-1996),
- beheerder van de Vlaamse Dienst voor Arbeidsbemiddeling en Beroepsopleiding (1986-1992),
- beheerder van het Algemeen Ziekenhuis Heilige Familie in Reet (1987-1997),
- lid van het dagelijks bestuur van de Vlaamse Havencommissie (1989-1996),
- bestuurder van het Europees Economisch en Sociaal Comité (1990-1998),
- voorzitter van het Algemeen Beheerscomité voor het Sociaal Statuut van de Zelfstandigen (vanaf 1993),
- lid van het college van censoren van de Nationale Bank van België (1995-2001),
- lid van de Vlaamse Raad voor Wetenschapsbeleid.